# حفل توزيع جوائز الأوسكار التاسع والثمانون
حفل توزيع جوائز الأوسكار التاسع والثمانون (بالإنجليزية: 89th Academy Awards)‏ هوَ حَفلٌ نظّمتهُ أكاديمية فنون وعلوم الصور المتحركة لِتَكريم أفضل الأفلام لسنة 2016. و أقيم الحَفل بِتاريخ 26 فبراير/شباط 2017 في مسرح دولبي في هوليوود في لوس أنجلوس وتم بثُّه على قناة ABC الأمريكية وDubai One وOSN وMBC2 في الشرق الأوسط وشمال أفريقيا. و كان من تقديم جيمي كيميل للمرة الأولى.
وفي نفس الحفل أعلنت أكاديمية عن توزيع جوائز المحافظين (بالإنجليزية: Governors Awards)‏ (الأوسكار الشرفية) في فندق جراند قاعة مركز هوليوود وهايلاند في 12 نوفمبر، 2016. وفي 11 فبراير عام 2017 قدمت جوائز الأكاديمية العلمية والتقنية من قبل المضيفين جون تشو ويزلي مان في حفل أقيم في فندق بيفرلي ويلشاير في بيفرلي هيلز، كاليفورنيا.
فاز ضوء القمر بثلاث جوائز منها أفضل فيلم، وفاز لا لا لاند بنصيب الأسد من الجوائز بعد أن سجل 14 ترشيح.
في أثناء توزيع جائزة أفضل فيلم حدث خطأ أثناء إعلان الجائزة بفوز لا لا لاند بالجائزة قبل ان يقوم عضو الأكاديمية بتصحيح الخطأ لاحقاً.

## الجوائز والترشيحات
أعُلِن عن الأسماء المُرشّحة لنيل جوائز الأكاديميّة في 24 يناير 2017 من قِبَل المُخرجَين جييرمو ديل تورو وجيسون رايتمان. ولأوّل مرّة في تاريخ الجائزة، تم الكشف عن الأسماء من خِلال البث المُباشَر على شبكة الإنترنت عبر موقع الأكاديميّة. وقد تلقّى فيلم لا لا لاند أعلى عددٍ من الترشيحات حيثُ وصل إلى 14 ترشيح مِثل فيلم Titanic لجيمس كاميرون. بينما فيلمَي الوافد وضوء القمر تلقيا نفس العدد من الترشيحات بمجموع 8.

### الجوائز
| أفضل فيلم | أفضل مخرج |
| --- | --- |

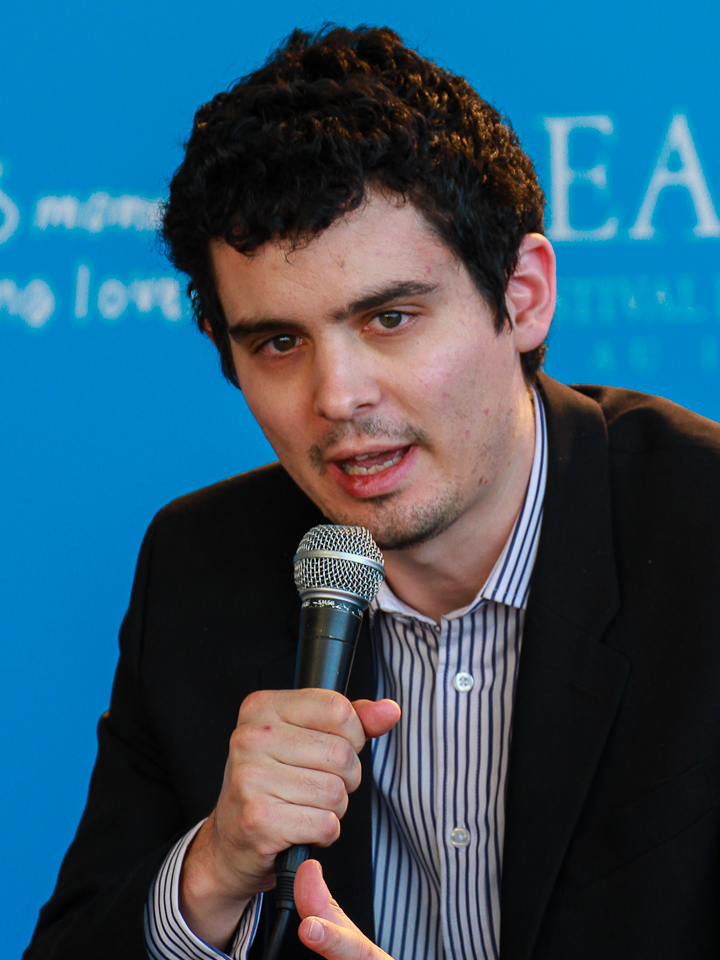
داميان تشازل أفضل مخرج

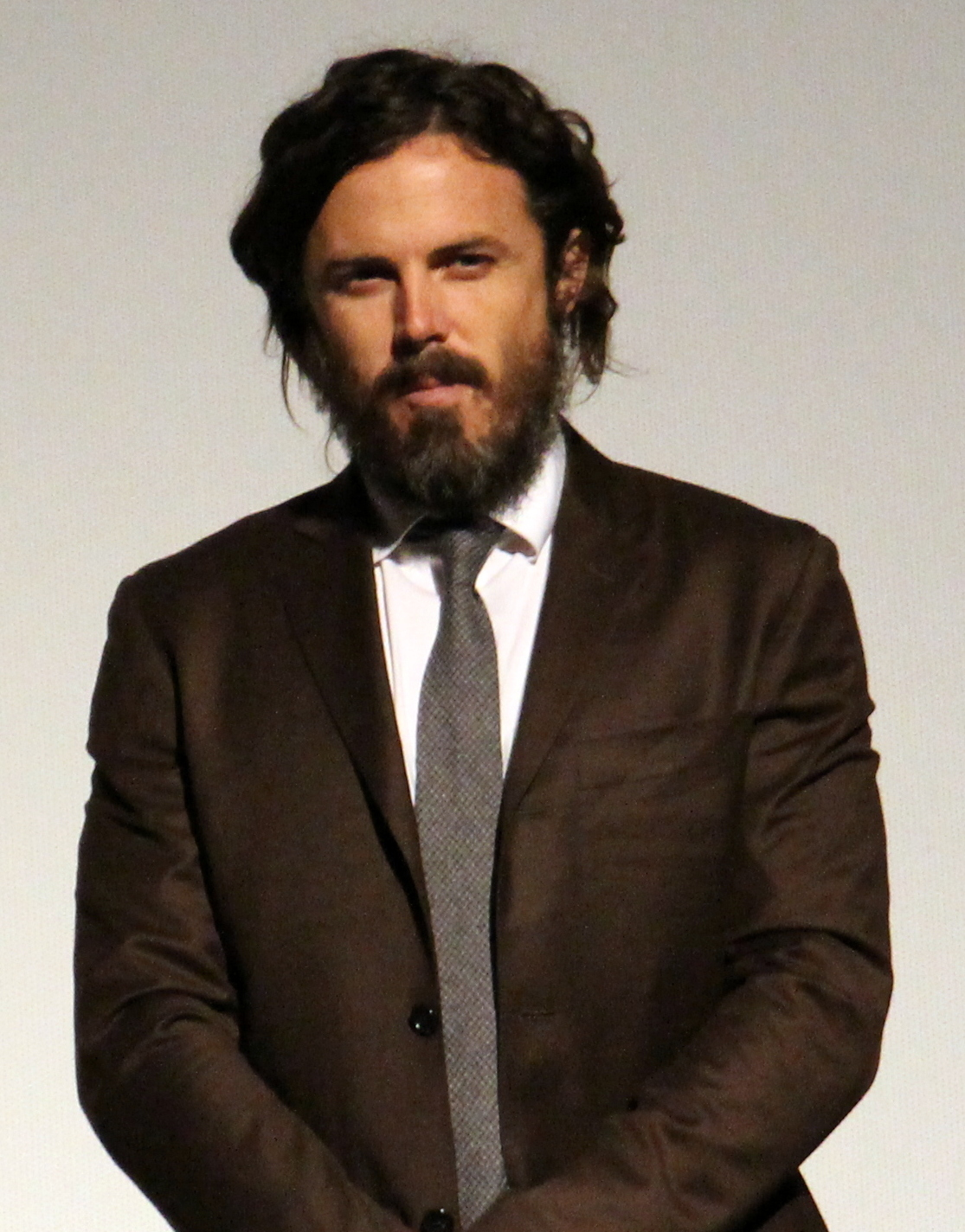
كيسي أفليك أفضل ممثل رئيسي

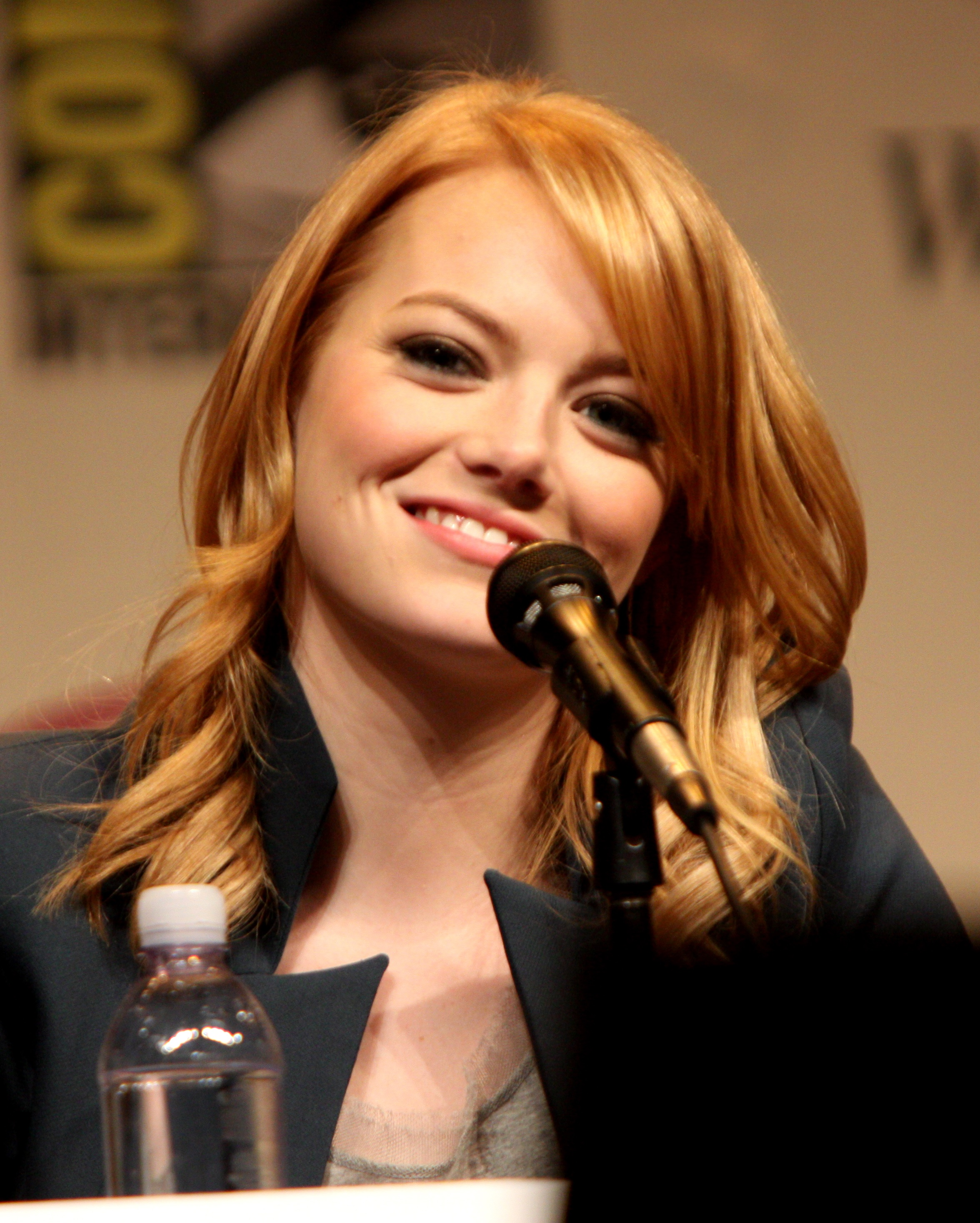
إيما ستون أفضل ممثلة رئيسية

| - ضوء القمر - Moonlight - الوافد - Arrival - فينسيس - Fences - هاكسو ريدج - Hacksaw Ridge - جحيم أو موج عالي - Hell or High Water - أرقام مخفية - Hidden Figures - ليون - Lion - مانشستر باي ذا سي - Manchester by the Sea - لا لا لاند - La La Land                                                              | - داميان تشازل - لا لا لاند La La Land - دينيس فيلنوف - الوافد Arrival - ميل غيبسون - هاكسو ريدج Hacksaw Ridge - كينيث لونيرغان - مانشستر باي ذا سي Manchester by the Sea - باري جينكينز - ضوء القمر Moonlight |
| أفضل ممثل | أفضل ممثلة |
| - كيسي أفليك - مانشستر باي ذا سي Manchester by the Sea بدور لي تشاندلر - أندرو غارفيلد - هاكسو ريدج Hacksaw Ridge بدور ديسموند دوس - رايان غوسلينغ - لا لا لاند La La Land بدور سيباستيان وايلدر - فيجو مورتينسين - كابتن فانتاستيك Captain Fantastic بدور بين كاش - دنزل واشنطن - فينسيس Fences بدور تروي ماكسون | - إيما ستون - لا لا لاند La La Land بدور ميا دولان - إيزابيل أوبير - إللي Elle بدور ميشيل لوبلان - روث نيجا - لافينغ Loving بدور ميلدريد لافينغ - ناتالي بورتمان - جاكي Jackie بدور جاكلين كينيدي - ميريل ستريب - فلورنس فوستر جينكينز Florence Foster Jenkins بدور فلورنس فوستر جنكينز |
| أفضل ممثل مساعد | أفضل ممثلة مساعدة |
| - ماهرشالا علي - ضوء القمر Moonlight بدور جون - جيف بريدجز - جحيم أو موج عالي Hell or High Water بدور ماركوس هاميلتون - لوكاس هدجز - مانشستر باي ذا سي Manchester by the Sea بدور باتريك تشاندلر - ديف باتل - ليون Lion بدور سارو بريرلي - مايكل شانون - حيوانات ليلية Nocturnal Animals بدور المحقق بوبي أنديز   | - فيولا ديفيس - فينسيس Fences بدور روز لي ماكسون - ناعومي هاريس - ضوء القمر Moonlight بدور بولا - نيكول كيدمان - ليون Lion بدور سو بريرلي - أوكتافيا سبنسر - أرقام مخفية Hidden Figures بدور دوروثي جونسون فوغان - ميشيل ويليامز - مانشستر باي ذا سي Manchester by the Sea بدور راندي |
| أفضل سيناريو أصلي | أفضل سيناريو مقتبس |
| - مانشستر باي ذا سي Manchester by the Sea - كينيث لونيرغان - امرأة القرن العشرين 20th Century Women - مايك ميلز - جحيم أو موج عالي Hell or High Water - تايلور شيريدان - لا لا لاند La La Land - داميان تشازل - جراد البحر The Lobster - يورغوس لانثيموس، وإفثايميز فيليبو                                        | - ضوء القمر Moonlight - باري جينكينز وتاريل آلفين ماكريني، من كتاب ضوء القمر أسود والأولاد زُرُق Moonlight Black Boys Look Bluمن تأليف تاريل آلفين ماكريني - الوافد Arrival - إيريك هيزرر، مأخوذ عن القصة القصيرة قصة حياتك من تأليف تيد تشيانغ - أرقام مخفية Hidden Figures - أليسون شرودر وثيودور ملفي، من كتاب أرقام مخفية من تأليف مارغو لي شيترلي - فينسيس Fences - أوغست ويلسون، مأخوذة من مسرحية له تحمل نفس الاسم - ليون Lion - لوك ديفيز، من كتاب طريق طويل للوطن A Long Way Home من تأليف سارو بريرلي ولاري بتروس |
| أفضل فيلم رسوم متحركة | أفضل فيلم بلغة أجنبية |
| - زوتروبوليس Zootopia - كوبو والوترين Kubo and the Two Strings - موانا Moana - حياتي مثل كوسى - السلحفاة الحمراء The Red Turtle | - البائع (إيران) - أرض الألغام Land of Mine (الدنمارك) - رجل اسمه أوف A Man Called Ove (السويد) - تانا Tanna (أستراليا) - توني اردمان Toni Erdmann (ألمانيا) |
| أفضل فيلم وثائقي | أفضل فيلم وثائقي قصير |
| - O.J.: Made in America - Fire at Sea - I Am Not Your Negro - Life, Animated - 13th | - الخوذ البيضاء The White Helmets - Extremis - 4.1 Miles - Joe's Violin - Watani: My Homeland |
| أفضل فيلم حي قصير | أفضل فيلم رسوم متحركة قصير |
| - Sing - Ennemis Interieurs - La Femme et le TGV - Silent Nights - Timecode | - Piper - Blind Vaysha - Borrowed Time - Pear Cider and Cigarettes - Pearl |
| أفضل موسيقى تصويرية | أفضل أغنية أصلية |
| - لا لا لاند La La Land - جوستين هورويتز - جاكي Jackie - مايكتشو - ليون Lion - داستن أوهالرون وهوشكا - ضوء القمر Moonlight - نيكولاس بريتيل - الركاب Passengers - توماس نيومان | - أغنية "City of Stars" من فيلم لا لا لاند La La Land - أغنية "Audition" من فيلم لا لا لاند La La Land - أغنية "Can't Stop the Feeling" من فيلم الأقزام Trolls - أغنية "The Empty Chair" من فيلم Jim: The James Foley Story - أغنية "How Far I'll Go" من فيلم موانا Moana |
| أفضل مونتاج صوتي | أفضل خلط أصوات |
| - الوافد Arrival - سيلفان بلمار - هاكسو ريدج Hacksaw Ridge - روبرت ماكنزي واندي رايت - لا لا لاند La La Land - أيلينغ لي وميلدريد لاترو مورغان - ديب واتر هورايزن Deepwater Horizon - ويلي ستيتمان ورينيه تونديلي - سولي Sully - آلان روبرت موراي وبوب أسمان                                                      | - هاكسو ريدج Hacksaw Ridge - كيفن أوكونيل، أندي رايت، روبرت ماكنزي، وبيتر جريس - الوافد Arrival - برنار ستروبل وكلود لاهاي - لا لا لاند La La Land - أندي نيلسون، أيلينغ لي، وستيف أ. مورو - روج ون: قصة من حرب النجوم Rogue One: A Star Wars Story - ديفيد باركر، كريستوفر سكارابورسيو، وستيوارت ويلسون - 13 ساعة: جنود بنغازي السريين 13 Hours: The Secret Soldiers of Benghazi - جريج ب. راسل، غاري سامرز، جيفري جيه حبوش، وماك روث                                                                                    |
| أفضل تصميم إنتاج | أفضل تصوير سينمائي |
| - لا لا لاند La La Land - ساندي رينولدز، واسكو وديفيد واسكو - الوافد Arrival - باتريس فيرميتته وبول هوتتي - الركاب Passengers - جاي هندريكس دياس وجين سيردينا - وحوش مذهلة وأين تجدها Fantastic Beasts and Where to Find Them - ستيوارت كريغ وآنا بينوك - يعيش القيصر Hail, Caesar! - جيس جونكور ونانسي هايغ      | - لا لا لاند La La Land - لينوس ساندرين - الوافد Arrival - برادفورد يونغ - ليون Lion - جريج فريزر - ضوء القمر Moonlight - جيمس اكستون - صمت Silence - رودريغو برييتو |
| أفضل مكياج وتصفيف شعر | أفضل تصميم أزياء |
| - الفرقة الانتحارية Suicide Squad - اليساندرو بيرتولازي، جورجيو غريغورني، وكريستوفر نيلسون - رجل اسمه أوف A Man Called Ove - إيفا فون بهر ولوف لارسون - ستار تريك بيوند Star Trek Beyond - جويل هارلو وريتشارد الونزو                                                                                             | - وحوش مذهلة وأين تجدها Fantastic Beasts and Where to Find Them - كولين أتوود - حليف Allied - جوانا جونستون - فلورنس فوستر جينكينز Florence Foster Jenkins - كونسولتا بويل - لا لا لاند La La Land - ماري زوفريس - جاكي Jackie - مادلين فونتين |
| أفضل مونتاج | أفضل تأثيرات بصرية |
| - هاكسو ريدج Hacksaw Ridge - جون جيلبرت - الوافد Arrival - جو ووكر - جحيم أو موج عالي Hell or High Water - جيك روبرتس - لا لا لاند La La Land - توم كروس - ضوء القمر Moonlight - نات ساندرز وجوي ماميلون | - كتاب الأدغال The Jungle Book - روبرت ليجاتو، آدم فالديز، أندرو ر. جونز، ودان ليمون - ديب واتر هورايزن Deepwater Horizon - كريغ هاماك، جيسون سنيل، جيسون بيلينغتون، وبيرت دالتون - دكتور سترينج Doctor Strange - ستيفان سيترتي، ريتشارد مخادعة، فنسنت سيريلي، وبول كورباولد - كوبو والوترين Kubo and the Two Strings - ستيف إميرسون، أوليفر جونز، بريان ماكلين، وبراد شيف - روج ون: قصة من حرب النجوم Rogue One: A Star Wars Story - جون نول، موهين ليو، هال هيكل، ونيل كورباولد                                         |

### احصائيات الجوائز والترشيحات
| ترشيحات | فيلم                      |
| ------- | ------------------------- |
| 14      | لا لا لاند                |
| 8       | الوافد (فيلم)             |
| 8       | ضوء القمر                 |
| 6       | هاكسو ريدج                |
| 6       | ليون (فيلم 2016)          |
| 6       | مانشستر باي ذا سي         |
| 4       | أسوار                     |
| 4       | مهما كلف الامر            |
| 3       | أرقام مخفية               |
| 3       | جاكي                      |
| 2       | رجل يسمى أوف              |
| 2       | ديب واتر هورايزن          |
| 2       | وحوش مذهلة وأين تجدها     |
| 2       | فلورنس فوستر جينكينز      |
| 2       | كوبو والسلسلتان           |
| 2       | موانا                     |
| 2       | الركاب                    |
| 2       | روج ون: قصة من حرب النجوم |

| الجوائز | الفيلم            |
| ------- | ----------------- |
| 6       | لا لا لاند        |
| 3       | ضوء القمر         |
| 2       | هاكسو ريدج        |
| 2       | مانشستر باي ذا سي |

### الجوائز الشرفية
أعلنت الأكاديمية حفل توزيع الجوائز الشرفية والتي تسمى بـجوائز المحافظين Governors Awards السنوي يوم 12 نوفمبر عام 2016، التي تم خلالها تقديم الجوائز التالية:
- جاكي شان - ممثل ومؤدي فنون قتالية ومخرج ومنتج ومغني من هونغ كونغ.[12]
- آن خامسا كوتس - محرر أفلام بريطاني [13]
- لين ستالماستر - مدير أدوار أمريكي [14]
- فريدريك وايزمان - مخرج الأمريكي.[15]

## إعلان جائزة أفضل فيلم
كان كلًا من وارن بيتي وفاي دوناوي هم المقدمين الذين سيعلنون عن جائزة أفضل فيلم وذلك في الاحتفال بالذكرى الـ50 لفيلم بوني وكلايد، بعد فتح المظروف تردد بيتي في الإعلان عن الفائز حيث لم يرى الاسم بوضوح، وفي نهاية المطاف قامت دوناوي بالإعلان عن فوز لا لا لاند.
وبعد صعود منتجو الفيلم على خشبة المسرح لاستلام الجائزة وإلقاء كلمة قام جوردن هورويتز عضو الأكاديمية باستلام الميكروفون ليعلن أن الفائز الحقيقي هو ضوء القمر ، وأضاف قائلا: «هذه ليست مزحة»، عرض هورويتز البطاقة الصحيحة للكاميرا كدليل على ذلك، وأكد جيمي كيميل (منظم الحفل لهذا العام) لفظياً، أوضح بيتي أنه أعطيت له بطاقة بِاسم إيما ستون بفوزها عن فيلم لا لا لاند، وبالتالي قام بقراءة اسم الفيلم، وبعد فترة وجيزة من الارتباك والتحقق من الأمر تبين أن فاي دوناوي حصلت على مظروف خاطئ وحدث خلط في الأوراق حيث تسلمت مظروف جائزة أفضل ممثلة بدلاً منه، أعطى منتجي ضوء القمر الجائزة فيما بعد.
لاحقاً قامت شركة PricewaterhouseCoopers بنشر بيان رسمي تعتذر فيه عن هذه الواقعة.

## روابط خارجية
- حفل توزيع جوائز الأوسكار التاسع والثمانون على موقع IMDb (الإنجليزية)
- حفل توزيع جوائز الأوسكار التاسع والثمانون على موقع ميوزك برينز (الإنجليزية)
- حفل توزيع جوائز الأوسكار التاسع والثمانون على موقع ميوزك برينز (الإنجليزية)